# David Navara
David Navara (ur. 27 marca 1985 w Pradze) – czeski szachista, arcymistrz od 2002 roku.

## Kariera szachowa
W szachy nauczył się grać w wieku 6 lat, szybko stając się czołowym juniorem kraju (w latach 1993-1995 zwyciężał w młodzieżowych mistrzostwach Czech). Jest dwukrotnym medalistą mistrzostw świata juniorów: w roku 1997 w Cannes zdobył brązowy medal w grupie do lat 12, zaś w 1998 w Oropesa del Mar - srebrny w grupie do lat 14. W roku 2000 zajął V miejsce w mistrzostwach Europy juniorów do lat 20 w Avilés oraz VI miejsce w mistrzostwach świata juniorów do lat 18 w Oropesa del Mar. W tym samym roku wygrał w Ołomuńcu swój pierwszy międzynarodowy turniej. W 2001 zdobył srebrny medal w mistrzostwach Czech w Kunžaku. W kolejnym roku zwyciężył w turnieju na wyspie Morsø (m.in. przed Lewonem Aronianem) oraz ponownie zajął II miejsce w mistrzostwach swojego kraju, rozegranych w Ostrawie. W 2003 zwyciężył w memoriale Akiby Rubinsteina w Polanicy-Zdroju oraz po raz pierwszy przekroczył granicę 2600 punktów rankingowych. Rok 2004 przyniósł mu kolejne sukcesy: po raz pierwszy triumfował w mistrzostwach kraju rozegranych w Karlovych Varach oraz zajął VI miejsce w mistrzostwach Europy w Antalyi. Kolejne tytuły mistrza Czech zdobył w latach 2005, 2010, 2012, 2013, 2014, 2015, 2017, 2019, 2020, 2022, 2023 oraz 2024 (razem – 13 tytułów). W 2011 r. zwyciężył (wspólnie z Lukiem McShane'em) w turnieju Tata Steel Chess–B w Wijk aan Zee. W 2014 r. zdobył we Wrocławiu złoty medal mistrzostw Europy w szachach błyskawicznych. W 2015 r. zajął II m. (za Wei Yi) w turnieju Tata Steel–B w Wijk aan Zee oraz zdobył (w Jerozolimie) srebrny medal indywidualnych mistrzostw Europy.
Wielokrotnie reprezentował Czechy w turniejach drużynowych, m.in.:
- siedmiokrotnie na olimpiadach szachowych (w latach 2002, 2004, 2006, 2008, 2010, 2012, 2014); medalista: indywidualnie – złoty (2012 – na II szachownicy)[7],
- siedmiokrotnie na drużynowych mistrzostwach Europy (w latach 2001, 2003, 2005, 2007, 2009, 2011, 2013); trzykrotny medalista: indywidualnie – srebrny (2001 – na II szachownicy) i dwukrotnie brązowy (2001 – za wynik rankingowy, 2003 – na II szachownicy)[8].

W lipcu 2006 r. został pierwszym czeskim szachistą, który przekroczył poziom 2700 punktów rankingowych. Najwyższy ranking w dotychczasowej karierze osiągnął 1 maja 2015 r., z wynikiem 2751 punktów zajmował wówczas 14. miejsce na światowej liście FIDE, jednocześnie zajmując 1. miejsce wśród czeskich szachistów.